# جزر (الجوف)
جزر هي إحدى قرى الجمهورية اليمنية. تتبع جغرافيا لمحافظة الجوف و إداريًا لمديرية برط العنان. يبلغ تعداد سكانها 3326 نسمة حسب الإحصاء الذي أجري عام 2004.